# Damaliscus lunatus jimela
El topi (Damaliscus korrigum jimela) es una subespecie de antílope rápido y muy social del tsessebe común, una especie que pertenece al género Damaliscus. Habitan en las sabanas, semi-desiertos, y planicies inundables de África al sur del Sahara.

## Descripción
Los topi se parecen a los alcélafos pero tienen una coloración más oscura y carecen de cuernos muy angulados. Tienen cabezas alargadas, una joroba distintiva en la base del cuello y cuerpos de color marrón rojizo con parches de color púrpura oscuro en la parte superior de las patas. También tienen una coloración oscura en forma de máscara en la cara. Sus cuernos son anillados y con forma de lira. Sus pieles están formadas por pelos cortos y brillantes. Pesan entre 68 a 160 kg. La longitud de la cabeza y el cuerpo puede variar de 150 a 210 cm y la cola mide 40–60 cm. Son una especie alta, con una altura de 100 a 130 cm en el hombro. Los machos tienden a ser más grandes y más oscuros que las hembras. Los topi también tienen glándulas preorbitales que secretan aceite transparente y las patas delanteras tienen glándulas de pezuña.

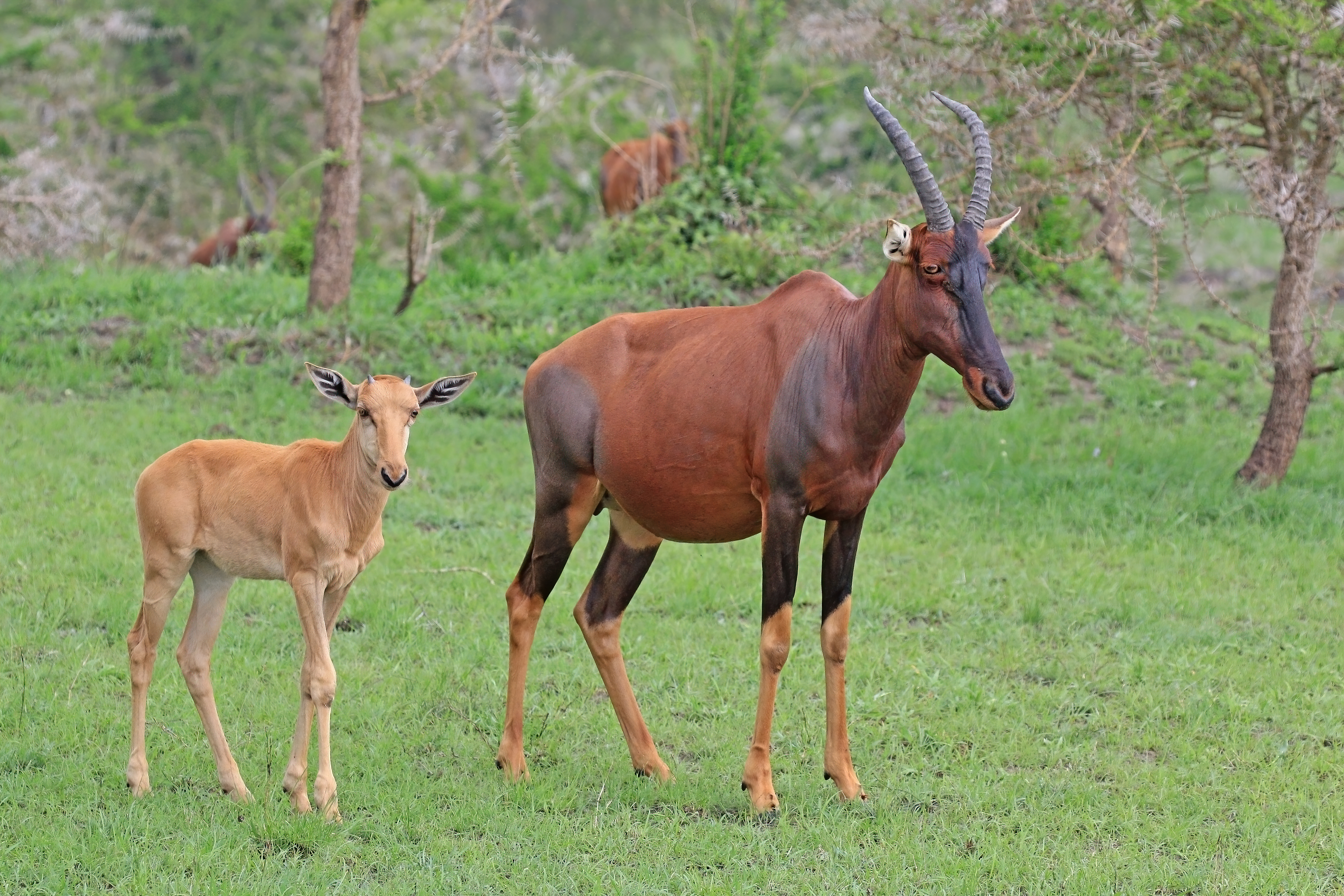
Hembra con becerro, Uganda
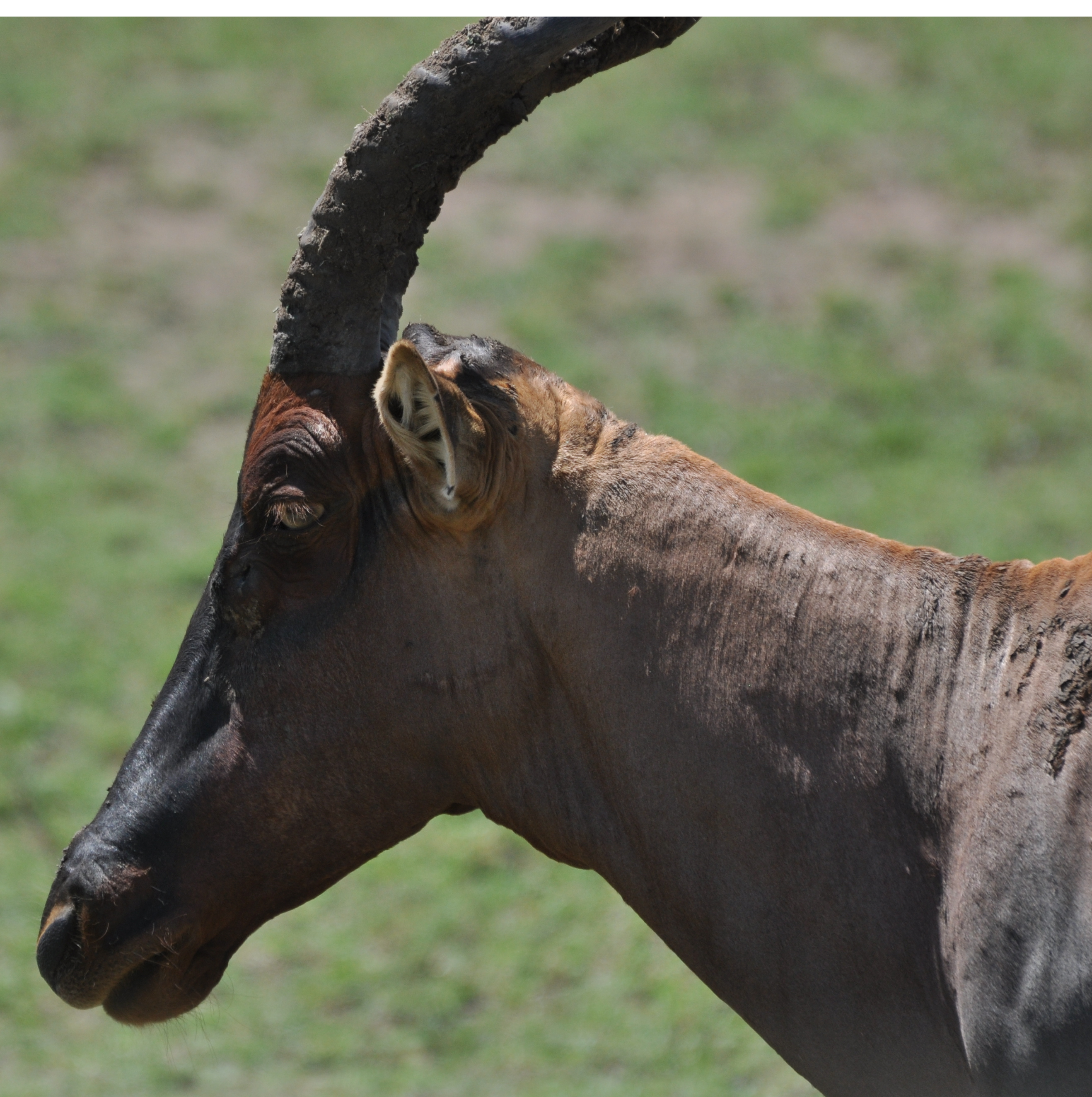
En el Serengueti
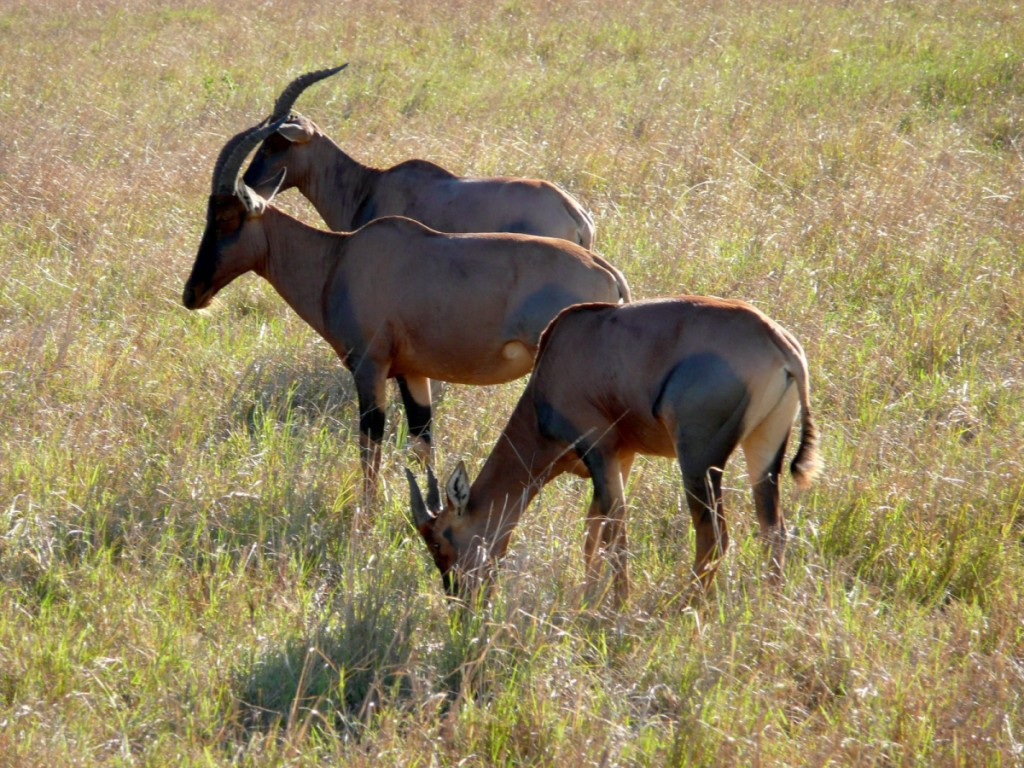
Pastando en el Masai Mara
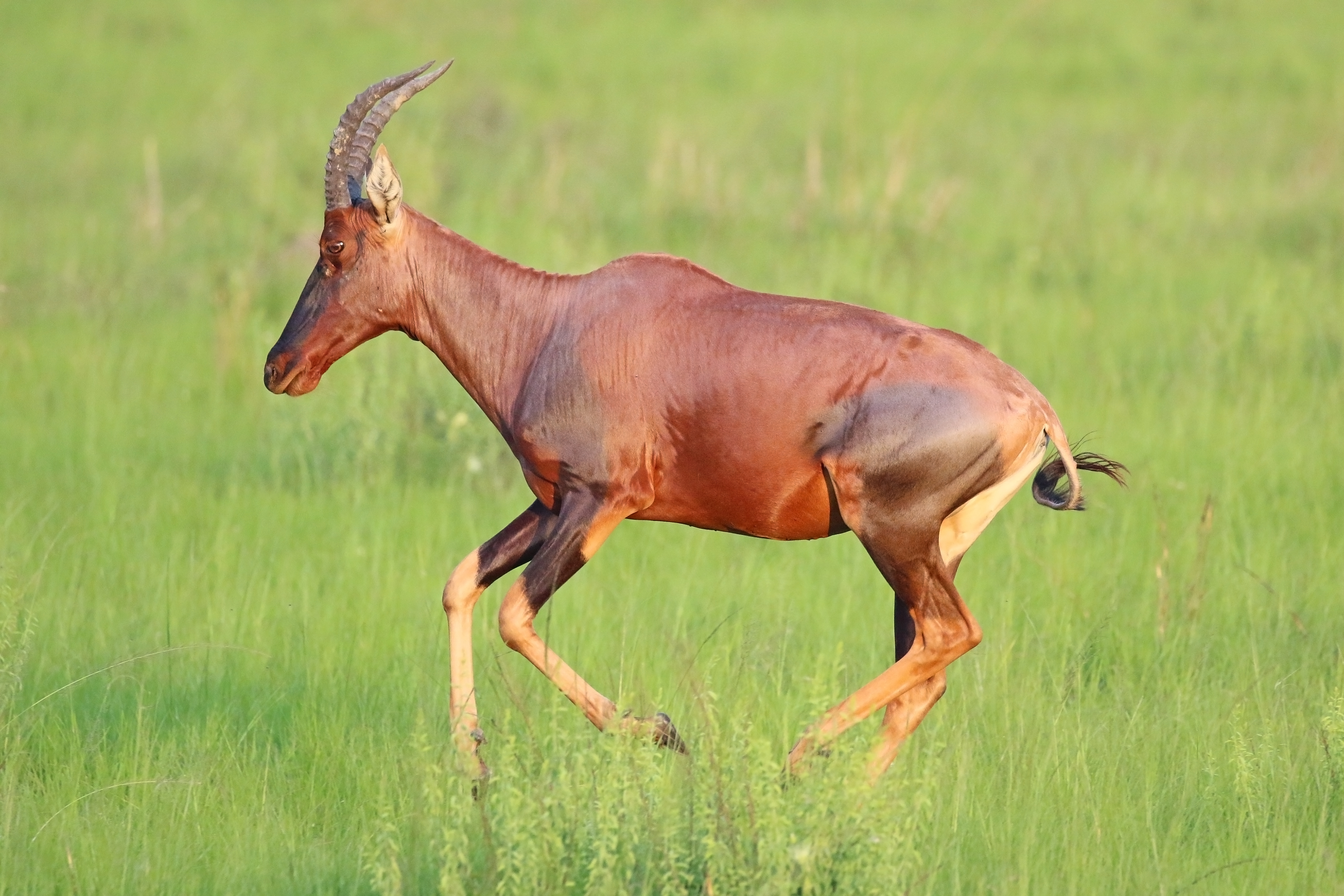
Corriendo en Uganda
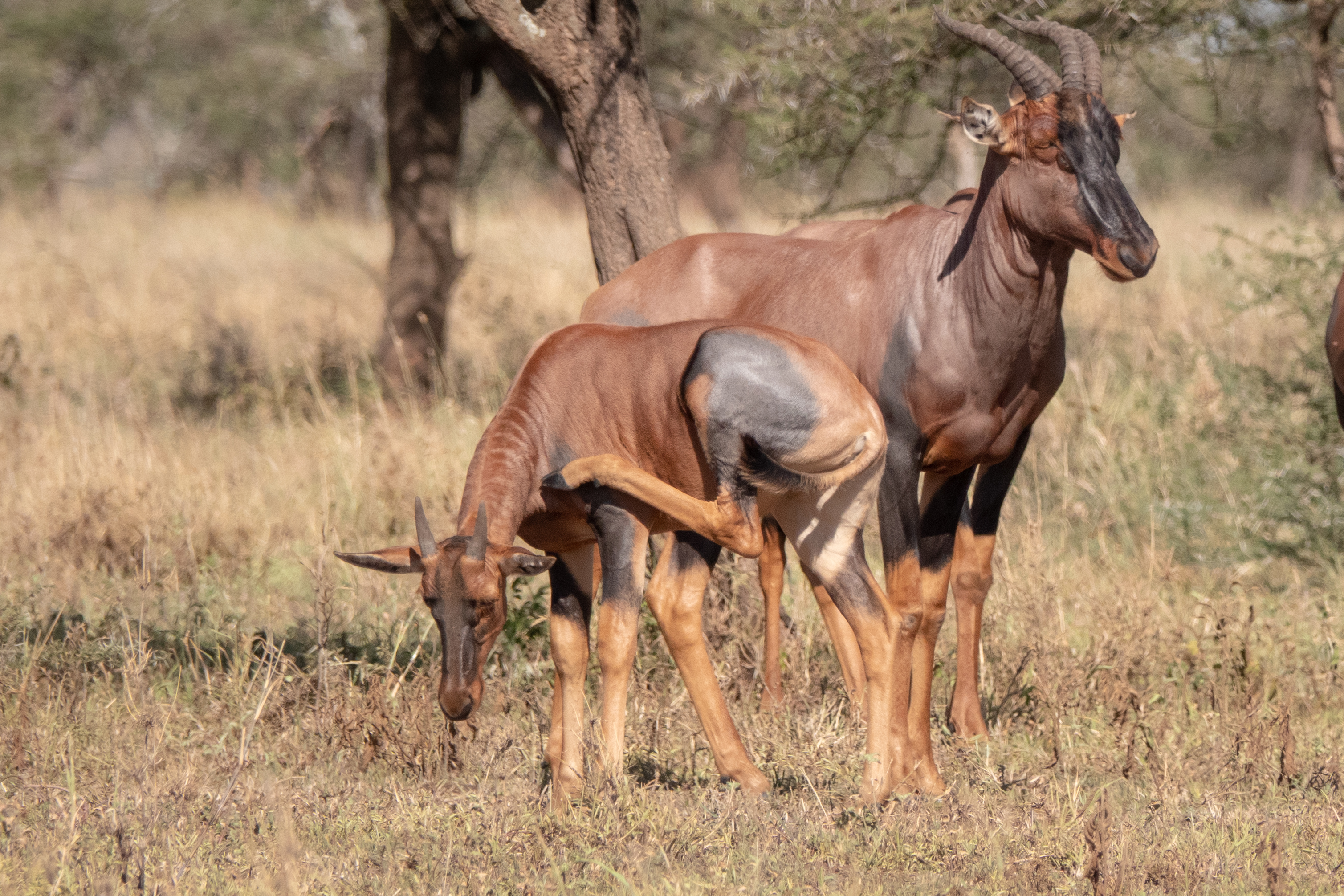
Una pareja de topi

## Distribución y ecología
El topi tiene una distribución amplia pero irregular, ya que prefiere determinados pastizales en biomas áridos y de sabana. La caza humana y la destrucción del hábitat han aislado aún más a su población. Se ha encontrado que los siguientes países contienen topi: Burundi, República Democrática del Congo, Kenia, Ruanda, Tanzania y Uganda. La especie está regionalmente extinta en Burundi.
Los topi viven principalmente en hábitats de pastizales que van desde llanuras sin árboles hasta sabanas. En hábitats ecotónicos entre bosques y praderas abiertas, permanecen a lo largo del borde usando la sombra en climas cálidos. Prefieren pasturas con hierba verde de altura media con hojas en forma de hierba. Los topis poseen poblaciones más densas en áreas donde las plantas verdes duran hasta la estación seca, particularmente cerca del agua. El topi se alimenta de manera selectiva y utiliza su hocico alargado y labios flexibles para buscar las plantas más frescas. Al buscar comida, los topi tienden a comer bocados pequeños a un ritmo rápido. Los topi generalmente frecuentan las tierras bajas planas y en elevaciones por debajo de 1500 m. Cuando tienen acceso a suficiente vegetación verde, los topi generalmente no tienen que beber. Beben más cuando dependen de hierba seca. El topi utiliza puntos de avistamiento, como montículos de termitas, para ver bien su entorno.
Los topi generalmente son numerosos o están ausentes en un área. Las poblaciones dispersas no duran mucho y aumentan o mueren. La salud de topis en una población depende del acceso a la vegetación verde. Las manadas de topi migran entre pastos. La mayor migración se produce en el Serengeti, donde se unen a los ñus, cebras y gacelas. Los depredadores de topi incluyen leones y hienas manchadas, y los chacales son depredadores de recién nacidos. Son especialmente blanco de hienas. Sin embargo, los topi tienden a tener una baja tasa de depredación cuando otras especies están presentes.

## Estructura social y reproducción

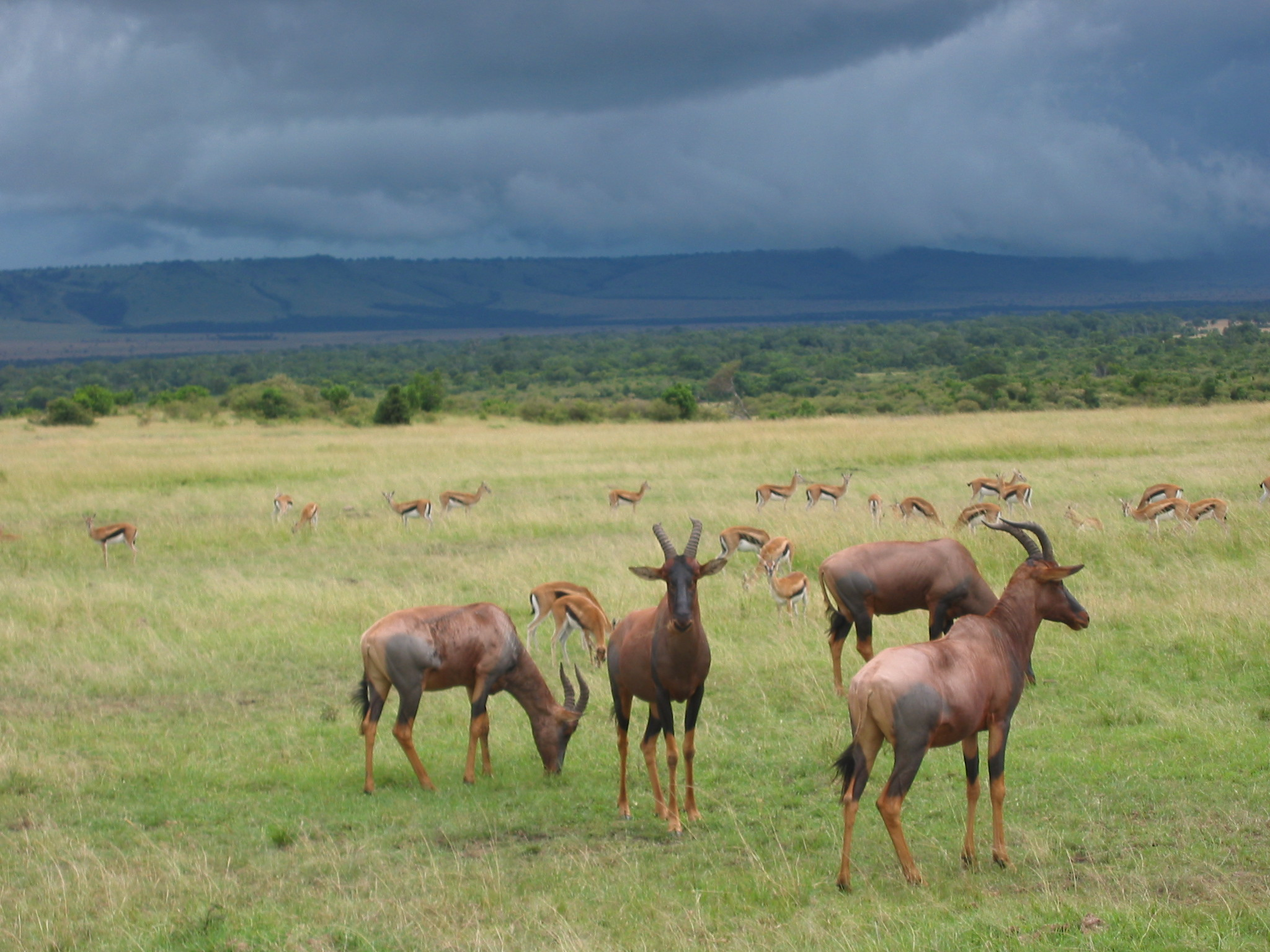
Grupo de topis.

El topi tiene lo que posiblemente sea la organización social más diversa de los antílopes. Los rebaños de topi pueden tomar la forma de "dispersión perenne sedentaria", "agregado perenne móvil" o algo intermedio. Esto depende del hábitat y la ecología de las áreas en las que se encuentran. Además, la organización reproductiva varía entre el sistema territorial tradicional o los rebaños de poliginia de defensa de recursos a reuniones que contienen territorios de corta duración para sistemas lek. En parcelas de praderas rodeadas de bosques, los topi viven en el modo de dispersión sedentaria. Los machos establecen territorios que atraen rebaños de hembras con sus crías. Dependiendo del tamaño de las zonas con pastura, los territorios pueden ser tan grandes como 4 km² y, a veces, limitan entre sí. La fidelidad de una hembra a un territorio puede durar tres años en el Serengueti. Las hembras en estos territorios funcionan como parte del harén del macho residente. Estas manadas tienden a estar cerradas (excepto cuando se aceptan nuevas hembras) y tanto el macho como sus hembras defienden el territorio. Cuando el macho residente está ausente, la hembra dominante puede asumir sus comportamientos, defendiéndose contra los topis externos de cualquier sexo usando el galope oscilante y realizando la "exhibición de pasos altos". En áreas más densamente pobladas, como las del Parque nacional de la Reina Isabel en Uganda, los topis se mueven a través de la llanura y establecen territorios durante los períodos de descanso.
En zonas como el Parque Nacional Akagera en Ruanda y la Reserva Nacional Masái Mara en Kenia, los machos topi establecen leks que son territorios agrupados. Estos territorios tienen poco valor fuera de los machos en ellos. Los machos más dominantes ocupan el centro del grupo lek y los menos dominantes ocupan la periferia. Los machos marcan sus territorios con pilas de estiércol y se paran sobre ellos en una postura erguida listos para luchar contra cualquier otro macho que intente invadir. Las hembras en celo ingresan a los leks tanto solas como en grupos y se aparean con los machos en el centro del grupo de leks. Los machos más alejados del centro pueden aumentar su éxito reproductivo si están cerca del agua. Las hembras competirán entre sí por los machos dominantes ya que las hembras entran en celo por solo un día al año. Las hembras prefieren aparearse con machos dominantes con los que se han apareado antes, sin embargo, los machos intentan aparearse con tantas hembras nuevas como sea posible. Por ello, los machos favorecidos prefieren equilibrar la inversión de apareamiento por igual entre las hembras. Sin embargo, las hembras perturbarán agresivamente las copulaciones que sus machos favoritos tienen con otras hembras. Las hembras subordinadas tienen sus cópulas interrumpidas con más frecuencia que las hembras dominantes. Los machos eventualmente contraatacarán a estas hembras, negándose a aparearse con ellas.